# Fontes Almeida
Fontes Almeida es una localidad caboverdiana del municipio de São Domingos.

## Geografía
La localidad está situada en la isla Santiago.

## Organización territorial
La localidad abarca los lugares y barrios de:
- Achada Pedra
- Achada Ventreiro
- Água Panela
- Capela
- Chã de Cardoso
- Cutelo Barbosa
- Fonte Acima
- Massapé
- Montinhos
- Olho de Água
- Ribeirão Areia
- Serradinho (Monte Queimado)
- Taberna
- Ventreiro